# يوكو فوجيموتو
يوكو فوجيموتو (14 يناير 1943 في اليابان - ) هي لاعبة كرة طائرة يابانية. شاركت في الألعاب الأولمبية الصيفية 1964.

## وصلات خارجية
- يوكو فوجيموتو على موقع أوليمبيديا (الإنجليزية)